# Kresilas
Kresilas var en grekisk skulptör från Kydonia på Kreta, verksam under 400-talet före Kristus.
Bland Kresilas arbeten, alla i brons, märks en porträttstaty av Perikles, vars huvud är bevarat i fyra kopior, samt en amasonstaty, utförd för den efesiska Artemis tempel i tävlan med Polykleitos, Fidias och Fradmon. Även en Anakreonstaty (i Köpenhamn) visande skalden som inspirerad sångar, har antagits gå tillbaka på ett original av Kresilas.

## Eftermäle
Asteroiden 5981 Kresilas är uppkallad efter Kresilas.”Minor Planet Center 5981 Kresilas” (på engelska). Minor Planet Center. https://www.minorplanetcenter.net/db_search/show_object?object_id=5981. Läst 6 augusti 2023.